# Équipe du Brésil de football à la Coupe des confédérations 1999
L'équipe du Brésil de football participe à sa 2e Coupe des confédérations lors de l'édition 1999 qui se tient au Mexique, du 24 juillet au 4 août 1999. Elle se rend à la compétition en tant que vainqueur de la Copa América 1997.

## Résultats

### Phase de groupe
|   | Équipe           | Pts | J | G | N | P | BP | BC | Diff |
| - | ---------------- | --- | - | - | - | - | -- | -- | ---- |
| 1 | Brésil           | 9   | 3 | 3 | 0 | 0 | 7  | 0  | +7   |
| 2 | États-Unis       | 6   | 3 | 2 | 0 | 1 | 4  | 2  | +2   |
| 3 | Allemagne        | 3   | 3 | 1 | 0 | 2 | 2  | 6  | -4   |
| 4 | Nouvelle-Zélande | 0   | 3 | 0 | 0 | 3 | 1  | 6  | -5   |

| 24 juillet 1999 | Allemagne | 0 | 4 | Brésil           |
| 28 juillet 1999 | Brésil    | 1 | 0 | États-Unis       |
| 30 juillet 1999 | Brésil    | 2 | 0 | Nouvelle-Zélande |

| 24 juillet 1999                   | Brésil                                                | 4 - 0 | Allemagne | Stade Jalisco, Guadalajara                              |                                                         |
| 12:00 · Historique des rencontres | Zé Roberto 62e · Ronaldinho 72e (pen.) · Alex 86e 87e |       |           | Spectateurs : 60 000 Arbitrage : Gilberto Alcalá Pineda | Spectateurs : 60 000 Arbitrage : Gilberto Alcalá Pineda |
| 12:00 · Historique des rencontres | (Rapport)                                             |       |           | Spectateurs : 60 000 Arbitrage : Gilberto Alcalá Pineda | Spectateurs : 60 000 Arbitrage : Gilberto Alcalá Pineda |

| 28 juillet 1999                   | Brésil         | 1 - 0 | États-Unis | Stade Jalisco, Guadalajara                    |                                               |
| 20:30 · Historique des rencontres | Ronaldinho 13e |       |            | Spectateurs : 54 000 Arbitrage : Anders Frisk | Spectateurs : 54 000 Arbitrage : Anders Frisk |
| 20:30 · Historique des rencontres | (Rapport)      |       |            | Spectateurs : 54 000 Arbitrage : Anders Frisk | Spectateurs : 54 000 Arbitrage : Anders Frisk |

| 30 juillet 1999                   | Nouvelle-Zélande | 0 - 2 | Brésil                            | Stade Jalisco, Guadalajara                     |                                                |
| 20:30 · Historique des rencontres |                  |       | Marcos Paulo 47e · Ronaldinho 88e | Spectateurs : 53 000 Arbitrage : Kim Young-Joo | Spectateurs : 53 000 Arbitrage : Kim Young-Joo |
| 20:30 · Historique des rencontres | (Rapport)        |       |                                   | Spectateurs : 53 000 Arbitrage : Kim Young-Joo | Spectateurs : 53 000 Arbitrage : Kim Young-Joo |

### Demi-finale
| 1er août 1999                     | Brésil | 8 - 2   | Arabie saoudite | Stade Jalisco, Guadalajara                  |                                             |
| 15:00 · Historique des rencontres | João Carlos 8e · Ronaldinho 11e 65e 90e · Zé Roberto 33e · Alex 36e 86e · Rôni 62e                                                                                  |         | Al-Otaibi 22e 31e | Spectateurs : 48 000 Arbitrage : Óscar Ruiz | Spectateurs : 48 000 Arbitrage : Óscar Ruiz |
| 15:00 · Historique des rencontres | (Rapport) |         | | Spectateurs : 48 000 Arbitrage : Óscar Ruiz | Spectateurs : 48 000 Arbitrage : Óscar Ruiz |
| 15:00 · Historique des rencontres | Dida - Evanilson ( 16e Flavio Conceição), Odvan, João Carlos, Serginho - Emerson ( 72e Beto), Ze Roberto, Vampeta 37e - Ronaldinho, Alex, Christian ( 45e Rôni 68e) | Équipes | Al-Deayea - Al-Khilaiwi, Zubromawi ( 64e Nour 69e), Al-Dawod, Al-Harbi - Al-Shahrani 39e( 43e Al-Jahani), Al-Otaibi 55e, Sulimani, Al-Subaie 81e - Al-Temyat, Harthi | Spectateurs : 48 000 Arbitrage : Óscar Ruiz | Spectateurs : 48 000 Arbitrage : Óscar Ruiz |

### Finale

#### Mexique - Brésil
| Titulaires : |  |
| |  |
| Jorge Campos · Claudio Suarez · Rafael Márquez · Germán Villa · Ramon Ramirez · José Manuel Abundis · Pável Pardo · Miguel Zepeda 83e · Cuauhtemoc Blanco · Francisco Palencia 70e · Salvador Carmona · |  |
| Remplaçants : |  |
| Isaac Terrazas 70e · Jesus Arellano 83e · |  |
| Entraîneur : |  |
| Manuel Lapuente |  |

| Titulaires : |  |
| |  |
| Dida · Odvan · Joao Carlos · Serginho · Flavio Conceicao · Zé Roberto 82e · Vampeta · Emerson · Beto 45e · Ronaldinho · Alex · |  |
| Remplaçants : |  |
| Rôni 45e · Warley 82e · |  |
| Entraîneur : |  |
| Vanderlei Luxemburgo |  |

| Titulaires : |  |
| |  |
| Jorge Campos · Claudio Suarez · Rafael Márquez · Germán Villa · Ramon Ramirez · José Manuel Abundis · Pável Pardo · Miguel Zepeda 83e · Cuauhtemoc Blanco · Francisco Palencia 70e · Salvador Carmona · |  |
| Remplaçants : |  |
| Isaac Terrazas 70e · Jesus Arellano 83e · |  |
| Entraîneur : |  |
| Manuel Lapuente |  |

| Titulaires : |  |
| |  |
| Dida · Odvan · Joao Carlos · Serginho · Flavio Conceicao · Zé Roberto 82e · Vampeta · Emerson · Beto 45e · Ronaldinho · Alex · |  |
| Remplaçants : |  |
| Rôni 45e · Warley 82e · |  |
| Entraîneur : |  |
| Vanderlei Luxemburgo |  |

## Effectif
Sélectionneur :  Vanderlei Luxemburgo
| No. | Pos.      | Joueur           | Date de naissance et âge | Sélec. | Club                |
| --- | --------- | ---------------- | ------------------------ | ------ | ------------------- |
| 1   | Gardien   | Dida             | 7 octobre 1973           |        | Corinthians         |
| 2   | Défenseur | Evanílson        | 12 septembre 1975        |        | Cruzeiro            |
| 3   | Défenseur | Odvan            | 26 mars 1974             |        | Vasco da Gama       |
| 4   | Défenseur | João Carlos      | 10 septembre 1972        |        | Corinthians         |
| 5   | Milieu    | Flávio Conceição | 13 juin 1974             |        | Deportivo La Coruña |
| 6   | Défenseur | Serginho         | 27 juin 1971             |        | São Paulo           |
| 7   | Attaquant | Ronaldinho       | 21 mars 1980             |        | Grêmio              |
| 8   | Milieu    | Émerson          | 4 avril 1976             |        | Bayer Leverkusen    |
| 9   | Attaquant | Christian        | 23 avril 1975            |        | Internacional       |
| 10  | Milieu    | Alex             | 14 septembre 1977        |        | Palmeiras           |
| 11  | Milieu    | Zé Roberto       | 6 juillet 1974           |        | Bayer Leverkusen    |
| 12  | Gardien   | Marcos           | 4 août 1973              |        | Palmeiras           |
| 13  | Défenseur | César Belli      | 16 novembre 1975         |        | Portuguesa          |
| 14  | Défenseur | Luiz Alberto     | 1er décembre 1977        |        | Flamengo            |
| 15  | Milieu    | Marcos Paulo     | 11 mai 1977              |        | Cruzeiro            |
| 16  | Défenseur | Athirson         | 16 janvier 1977          |        | Flamengo            |
| 17  | Milieu    | Beto             | 7 janvier 1975           |        | Flamengo            |
| 18  | Attaquant | Roni             | 28 avril 1977            |        | Fluminense          |
| 19  | Attaquant | Warley           | 13 février 1978          |        | São Paulo           |
| 20  | Milieu    | Vampeta          | 13 mars 1974             |        | Corinthians         |

## Navigation